# Setrvačná síla
Setrvačná síla je zdánlivá síla způsobující změnu pohybového stavu (změnu rychlosti) těles v neinerciálních vztažných soustavách. Přitom je to síla, která v této soustavě nemá svůj původ, pouze účinek.
Zrychlení, které udílí setrvačná síla tělesům, je pro všechna tělesa stejně velké (nezávisí na jejich hmotnosti).
Mezi setrvačné síly vznikající při otáčivém pohybu patří Eulerova síla, odstředivá síla a Coriolisova síla. První dvě jsou setrvačné síly unášivé, tedy nezávislé na pohybu tělesa, na které působí; Coriolisova síla však závisí na rychlosti (směru i velikosti) tělesa.
Unášivé setrvačné zrychlení se rovná zrychlení dané neinerciální vztažné soustavy vzhledem k některé inerciální vztažné soustavě, má však opačný směr.

## Zdánlivá síla
Setrvačná síla se označuje jako zdánlivá, protože se ve skutečnosti nejedná o pravou sílu, mající původ ve vzájemném působení (interakci) těles. Newtonovy pohybové zákony platí jen pro inerciální vztažné soustavy (z definice), proto – pokud mají být použity k výpočtu v soustavě neinerciální – je nutné je upravit, a to právě přidáním setrvačné síly.